# Megascops hoyi
El autillo fresco, lechuza hoyi, alicucu yungueño o alilicucu yungueño (Megascops hoyi) es una especie de ave estrigiforme de la familia Strigidae que vive en Sudamérica.

## Distribución y hábitat
Se encuentra en los bosques de montaña de Argentina y Bolivia.